# Apologétique chrétienne

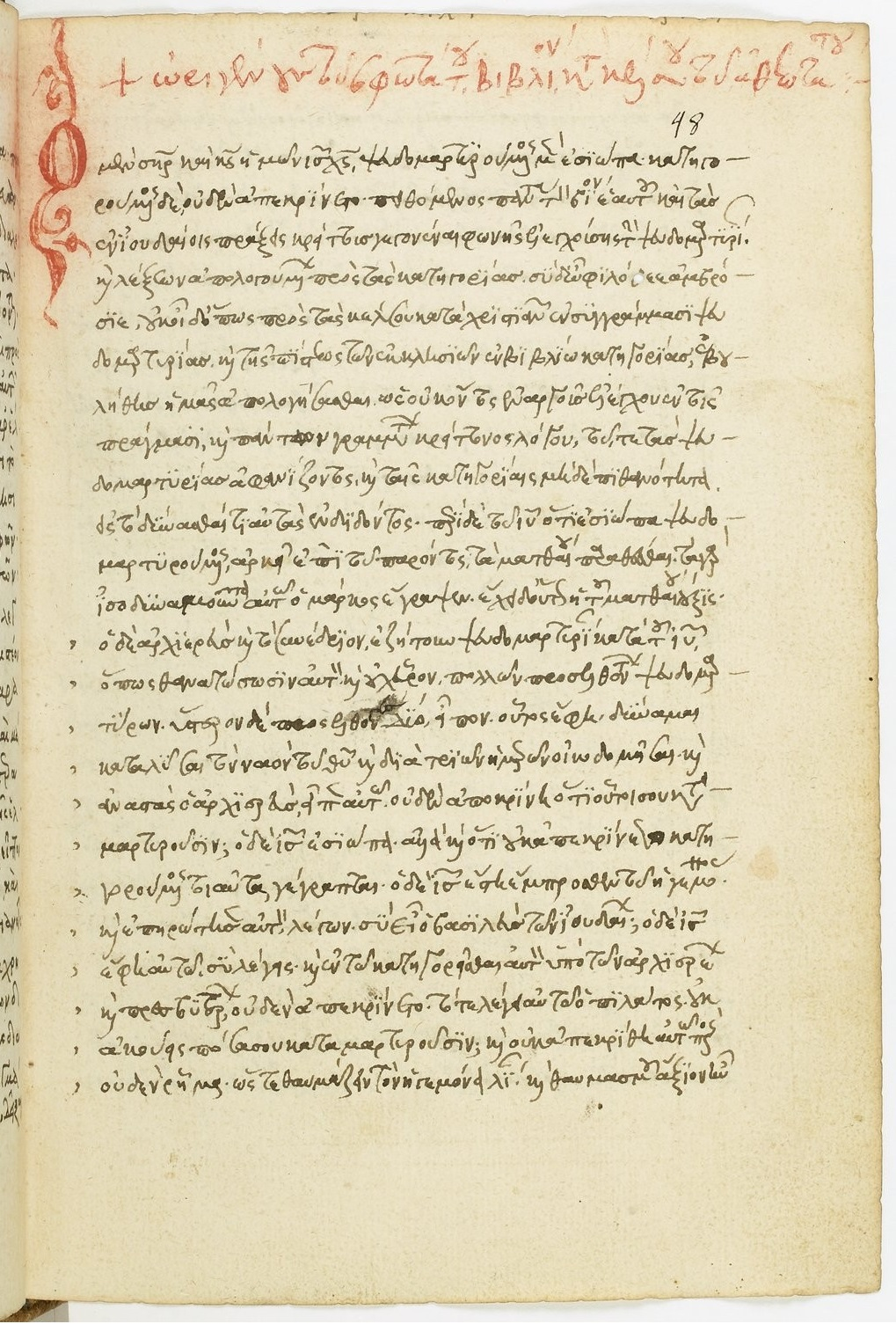
Le Contre Celse d'Origène, manuscrit grec du XVe siècle.

L'apologétique chrétienne (en grec ancien : ἀπολογία, « défense verbale, discours de défense ») est un champ de la théologie chrétienne qui étudie les fondements de la foi chrétienne pour en démontrer le bien-fondé sur le plan rationnel.
L'apologétique chrétienne remonte à l'apôtre Paul et a évolué au cours des siècles, avec des auteurs  comme Justin de Naplouse, Augustin d'Hippone, Thomas d'Aquin, ou encore Blaise Pascal, John Henry Newman, C. S. Lewis et G. K. Chesterton, et le théologien baptiste William Lane Craig.

## Présentation

### Origine
L'apologétique chrétienne apparaît pour la première fois dans les Actes des Apôtres avec les exposés de l'apôtre Pierre et du martyr Étienne devant les responsables juifs au lendemain de la Pentecôte. Leurs arguments sont les prophéties de l’Ancien Testament.

### Genre littéraire et intentions
Les Actes des Apôtres proposent une historiographie apologétique qui présente le christianisme comme un mouvement religieux au sein de l'Empire romain, sans danger pour l'ordre établi, thèse reprise par le premier grand historien de l'Église, Eusèbe de Césarée, dans son Histoire ecclésiastique. Mais l'apologétique s'adresse également aux chrétiens déjà membres de la communauté afin d'expliquer et de justifier leurs croyances. Par exemple, le texte apologétique d'Origène, Contre Celse, fournit des arguments défensifs contre les critiques mais aussi des éléments de réponse aux chrétiens en proie au doute. L'une des premières attaques détaillées contre le christianisme émane en effet du philosophe grec Celse, auteur du Discours véritable (vers 175), pamphlet qui décrit les chrétiens comme des membres non rentables de la société,.
La littérature apologétique s'avère alors déterminante pour la formation de l'identité chrétienne, notamment lorsque des chrétiens sont traînés devant les tribunaux pour défendre leur foi.
Sur le plan formel, l'apologétique peut être perçue comme un genre littéraire distinct, avec des points communs de style, de contenu et de stratégies d'argumentation, ou comme un type de discours caractérisé par son ton et sa finalité.

### Les premiers apologistes

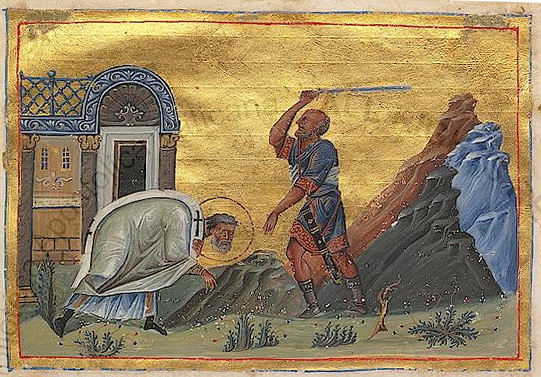
Le martyre de Quadrat d'Athènes, enluminure du Ménologe de Basile II, Xe siècle.

Aux IIe siècle et IIIe siècle, les écrits des apologistes s'adressent aux empereurs romains et ressemblent souvent à de courtes lettres de service écrites pour défendre le christianisme contre diverses accusations.
Le premier ouvrage explicitement apologétique provient de l'évêque Quadrat d'Athènes (vers l'an 125) qui rédige une défense de la foi destinée à l'empereur Hadrien. Seul un fragment, cité par Eusèbe de Césarée, nous est parvenu :

« Mais les œuvres de notre Sauveur ont toujours été présentes, car elles étaient authentiques :—ceux qui ont été guéris, et ceux qui ont été ressuscités d'entre les morts, et qui ont été vus non seulement quand ils ont été guéris et quand ils ont été ressuscités, mais ont été également toujours présents ; et pas seulement pendant que le Sauveur était sur terre, mais aussi après sa mort ; ils étaient en vie pendant assez longtemps, si bien que certains d'entre eux ont même vécu jusqu'à nos jours. »

En plus d'Origène et de Tertullien, les premiers apologistes chrétiens comprennent Justin de Naplouse, Clément d'Alexandrie et l'auteur de l'Épître à Diognète, ainsi qu'Augustin, écrivain majeur de la période patristique, ou encore Irénée de Lyon, Aristide d'Athènes, Ariston de Pella, Tatien le Syrien, Méliton de Sardes, Athénagoras d'Athènes, Théophile d'Antioche, Hippolyte de Rome, Minucius Félix, Cyprien de Carthage et Victorin de Pettau.

## Thèmes

### Existence de Dieu
L'apolégétique philosophique s'intéresse principalement à prouver de manière rationnelle l'existence de Dieu. Le Dieu dont il est ici question n'est pas propre au christianisme. Il s'agit d'un Dieu conceptualisé dont les attributs sont d'être le créateur du monde, d'être omniscient, omnipotent, omniprésent et bon. Des exemples d'arguments fréquemment avancés sont l'argument cosmologique (cause première), l'argument téléologique, l'argument ontologique et l'argument moral.

### Créationnisme
L'apolégétique créationniste cherche à concilier le récit biblique de la Création avec les données scientifiques consensuelles (notamment l'âge de la Terre et l'âge de l'Univers). Ceci passe par l'élaboration de certaines théories comme la théorie du décalage ou la théorie du créationnisme progressif que l'on regroupe dans le cadre du créationnisme Vieille-Terre.